# Agapantussläktet
Agapantussläktet (Agapanthus) är det enda släktet i underfamiljen Agapanthoideae och innehåller 7–9 arter av fleråriga örter som är hemmahörande i Sydafrika. Det finns olika uppgifter på antalet arter och vissa botaniker anser att några arter egentligen är underarter. Därutöver finns hundratals olika hybrider. Agapanthussläktet har tidigare räknats både till en egen familj, agapantusväxter (Agapanthaceae) och till familjen lökväxter (Alliaceae), men förs numera till amaryllisväxterna (Amaryllidaceae).
Arterna är fleråriga örter med jordstam. Bladen är platta, de sitter i två rader nere vid marken och kan bli upp till 60 centimeter långa.
Blommorna har hylleblad som är sammanväxta vid basen. Blomfärgen är blå i olika nyanser, men vitblommande exemplar förekommer. Blommorna sitter i flocklika samlingar längst upp på långa, styva stjälkar som kan bli upp till en meter höga. 
- Wikimedia Commons har media som rör Agapantussläktet.